# Павлов, Дмитрий Дмитриевич
Дмитрий Дмитриевич Павлов (1903—1937) — советский комсомольский и партийный деятель, 
первый секретарь ЦК ЛКСМ Украины (1924—1925).

## Биография
Из молодых рабочих, которые не смогли в своё время получить образование и выдвинулись в руководители, благодаря природной одаренности, организаторским способностям. Д. Павлов в 16 лет вступил в комсомол, быстро стал активистом райкома. Был делегатом IV, V и VI съездов РКСМ.
Член РКП (б) с 1921 года. Работал в Хамовническом районном комитете РКСМ г. Москвы. По июль 1924 г. был заведующим отделом Московского губернского комитета РКСМ.
Затем назначен первым секретарём ЦК ЛКСМ Украины. С марта 1925 — переведен на работу в ЦК ВЛКСМ.
С 1928 г. — на партийной работе.
С 1928 по 1932 г. — первый секретарь Пролетарского районного комитета ВКП (б) г. Москвы, затем первый секретарь Октябрьского районного комитета ВКП(б) в Саратове.
В 1932 — июле 1934 г. — второй секретарь областного комитета ВКП(б) АССР Немцев Поволжья.
В 1934 году, после XVII съезда ВКП (б), где он был делегатом с решающим голосом от Нижне-Волжской краевой партийной организации, направлен заведующим сельскохозяйственным отделом ЦК КП(б) Таджикистана. Дела таджикских хлопкоробов стали улучшаться. Наркомзем СССР постановил наградить Павлова автомашиной.
В августе 1936 г. Павлов был избран членом Бюро ЦК КП(б) Таджикистана, входил в состав правительства республики.
В августе 1936 г. арестован по обвинению в том, что будучи секретарём Пролетарского райкома партии, участвовал в антипартийной троцкистской группе.
4 сентября 1937 г. расстрелян.
Избирался делегатом XVI и XVII съездов ВКП(б).
Военной коллегией Верховного суда СССР реабилитирован посмертно.
Жена — А. Е. Вайнштейн, первый секретарь Сталинабадского горкома партии.